# El licenciado Vidriera
El licenciado Vidriera es una de las obras que componen las Novelas ejemplares de Miguel de Cervantes Saavedra, la cual fue publicada originalmente en 1613 por Juan de la Cuesta. Las Novelas ejemplares son doce novelas cortas que siguen el modelo establecido en Italia y se agrupan en dos series: las de carácter idealista y las de carácter realista. Las de carácter idealista, que son las más próximas a la influencia italiana, se caracterizan por tratar argumentos de enredos amorosos con gran abundancia de acontecimientos, por la presencia de personajes idealizados y sin evolución psicológica y por el escaso reflejo de la realidad siendo El licenciado Vidriera una de estas novelas idealistas.

## Resumen
Dos estudiantes encuentran, en las orillas del río Tormes, a un niño de once años llamado Tomás Rodaja, durmiendo bajo un árbol. El niño pretendía encontrar en Salamanca un amo que, a cambio de sus trabajos, le diera estudios para poder honrar a su tierra y a sus padres; propuesta que los estudiantes aceptan de buen grado. Al poco tiempo, por su fidelidad y buen servicio, se había convertido en compañero y no en criado, alcanzando gran popularidad en la Universidad por su notable ingenio.
A los diecinueve años los caballeros terminan sus estudios y deciden regresar a Málaga, su ciudad; pero después de estar en esa hermosa localidad, Tomás solicita permiso a sus amos para regresar a Salamanca. En el camino se encuentra con el Capitán Valdivia, de la infantería de su Majestad, el cual alaba la forma de vida de la soldadesca, y convence a Tomás para que se una a él en su viaje por Italia y Flandes.
Cuando vuelve de su viaje por Italia, se gradúa en leyes en la ciudad de Salamanca. Allí despierta el amor de una dama que, despechada al no ser correspondida su pasión por Tomás (quien, enfrascado en sus estudios, no se fija en el amor que le ofrecen) decide recurrir al poder mágico de una morisca, quien introduce cierto hechizo en un membrillo destinado a Tomás Rodaja, para que este, al comerlo, no pueda vivir sin el amor de la dama. El hechizo produce en el estudiante grandes ataques y una gravísima enfermedad, llevándole a la original locura de creerse de vidrio, no dejando que nadie se le acerque y diciendo a la gente que le haga preguntas, no importa su dificultad, él podrá responderlas con soltura. El licenciado Vidriera, así se hace llamar, pasa sus días paseando por las calles y satirizando casi todo lo que le rodea. Las noches de invierno duerme en el pajar y las noches de verano al aire libre.
Después de dos años un religioso consigue curarlo, pasando a llamarse el licenciado Rueda; quien ahora en su sano juicio ya no es escuchado por nadie, motivo por el cual decide volver a Flandes,  hacerse soldado y morir como tal.

## La caracterización

### Personaje principal
Tomás Rodaja: 

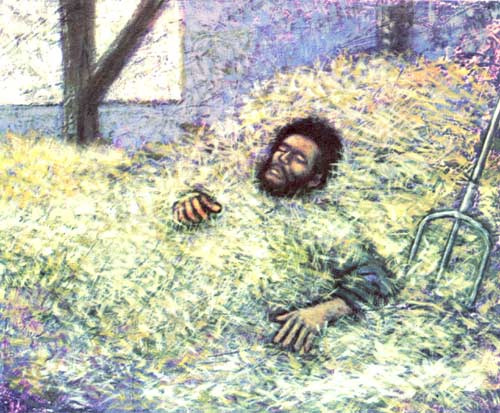
El licenciado Vidriera.

Es el protagonista de la novela. Al inicio de la historia tiene once años. Su mayor sueño es honrar a su familia con sus estudios. Tiene un gran afán por aprender cosas nuevas por lo que decide terminar su carrera en leyes. Es ingenioso, consigue los favores de la gente que lo rodea. Tiene las ideas muy claras desde pequeño y en su locura es crítico y sarcástico. Después de ser envenenado queda totalmente loco convencido de que su cuerpo era de vidrio y como tal podría quebrarse fácilmente. Su curioso delirio lo hizo famoso hasta el punto de llegar a la corte ya que como loco decía grandes verdades convencionalmente no aceptadas por la sociedad y que una mente sana no era capaz de decir. Como Vidriera, Tomás se cree de vidrio y huye de todos los que se le aproximan, por miedo a quebrarse. Vidriera es un personaje excepcionalmente dotado para la visión crítica de su sociedad, gracias a su sabiduría, experiencia y locura-cordura.

### Personajes secundarios
- Amos de Tomás: Son dos caballeros estudiantes, que recogen a Tomás dándole estudios a cambio de su servicio. Conviven con Tomás ocho años.

- Capitán Valdivia: se hace buen amigo de Tomás en su camino de Málaga hacia Salamanca, que terminará por tierras italianas. Finalmente cuando ha pasado de ser licenciado Vidriera a ser licenciado Rueda y las cosas no le salen bien en Salamanca decide volver con él a Flandes.

- Dama de Salamanca: Se enamora de Tomás, pero al ser rechazada por él, intenta conquistarlo a través de pócimas, que lejos de conseguir su objetivo, le envenenan provocándole la locura.

- Religioso de la Orden de San Jerónimo: Después de pasarse Tomás dos años considerándose de vidrio, éste le devuelve su cordura.

- Muchachos del pueblo: Aparecen varias veces en la obra, bien metiéndose con Tomás, bien haciéndole preguntas.

- Príncipe: Se encontraba en la Corte cuando el licenciado Vidriera estaba en auge.

- Morisca: Personaje que facilita a la dama la pócima que envenena a Tomás y lo deja sin juicio.

## Análisis y temas

### Don Quijote y el licenciado Vidriera
Otra característica que vale la pena destacar son las similitudes que encontramos entre esta novela ejemplar y Don Quijote. En las dos obras Cervantes crea dos personajes principales que padecen algún trastorno mental. Los paralelismos son evidentes, pues don Quijote se vuelve loco del mucho leer y poco dormir, por una actividad en cierto modo intelectual, y su locura le lleva al ejercicio de las armas, mientras que Vidriera es un lector, un intelectual que rechaza el mundo de las armas, a quien lo vuelven loco y que, solo cuando recupera su cordura se ve obligado a ejercitarlas.[1]Ambos son intelectuales y se expresan muy elegantemente hasta el punto de parecer personas juiciosas, sin embargo sus conductas no son exactamente normales y hablan muchas cosas disparatadas. También podemos ver que ambas personas usan sus vestuarios como protección, el licenciado para no quebrarse y don Quijote para ser un caballero andante. Por otra parte a diferencia de don Quijote, el licenciado Vidriera es visto por muchos como una autobiografía la cual refleja las experiencias vividas por Cervantes ya que al igual que el licenciado Vidriera, Cervantes también era un hombre de estudios y soldado. Ambos se mueven entre las armas y las letras, entre la cordura y la locura. Curiosamente, la novela larga solo desarrolla la locura, mientras que la novela corta nos ofrece la secuencia completa de cordura-locura-cordura. Ambos personajes mantienen la misma falta de compromiso con la realidad inmediata, ya sea por abstracción y aislamiento intelectual, ya por los efectos de la locura caballeresca, los dos son firmemente voluntaristas, y los dos fracasan en sus propósitos y son rechazados por la sociedad.

### El personaje del licenciado Vidriera y la sociedad
Se ha pensado que Vidriera es una proyección muy personal del propio Cervantes. También, que pudo ser inspirado por un loco real. Sin embargo, Cervantes no consigue dar al licenciado el necesario calor humano que sí le da a don Quijote, pues Vidriera parece más bien un convencional tipo literario (Heiple 20). Cada uno de los tres nombres con los que al protagonista se le conoce en el relato (Tomás Rodaja, licenciado Vidriera, Tomás Rueda) constituye el centro de gravedad de las distintas secuencias narrativas: el protagonista es Tomás Rodaja mientras dura lo que se ha dado en llamar etapa de aprendizaje; pasa a llamarse licenciado Vidriera en los días en que pierde la razón, y acaba llamándose Tomás Rueda en el momento en el que sana de su locura. 
Cervantes plantea, a través de esta novela y sus personajes, la relación sociedad-individuo desde la óptica de la satisfacción de las necesidades. Cervantes expone la idea de que la sociedad generalmente rinde tributo a aquellos personajes excéntricos, valientes y directos que, sin temor a las consecuencias, alzan su voz o expresan todo aquello que la mayoría teme tan siquiera pensar, pero es únicamente a través de esas acciones y durante ese tiempo de valentía que se convierten en héroes y líderes de la multitud, ya que al primer indicio de temor o de debilidad, los colectivos sociales tienden a buscar nuevos liderazgos, capaces de satisfacer su necesidad de reivindicación y expresión. En esta novela, a través de los diálogos, Cervantes expone toda una crítica hacia la sociedad española, considerando enseñanzas sobre cómo se debía actuar. Cervantes encuentra que la forma para revelar a una sociedad y su idiosincrasia es la locura, enlazando así toda la novela en su personaje central que es el portador de este conocimiento, adquirido por los estudios, pero solo expresado por su locura. El personaje cervantino se ubica al margen de la sociedad, como los pícaros literarios, porque esta perspectiva, desde fuera, es necesaria para la visión satírica, aunque en los límites de la realidad que la sociedad puede aceptar (Segre 55).

### La locura del licenciado Vidriera
Lo más destacable de la personalidad del licenciado Vidriera (como se hacía llamar Tomás Rodaja durante su locura) es la forma en la que este puede desarrollar una crítica mordaz, satírica, pero extrañamente coherente de los diferentes sectores y clases sociales de la época, muchos de sus comentarios su agudeza resalta, convirtiéndose en un vocero de lo que las demás personas temían expresar, era la voz del pueblo, aquel capaz de criticar a todos, sin temor, en vista a su supuesta locura, de represalias o actos coercitivos en su contra, llegando a ser una especie de “mesías”, teniendo seguidores por doquier, admirado y respetado como nunca antes en su vida había sido. Desde el punto de vista literario podemos decir que Cervantes utiliza la figura del loco para decir "la verdad" acerca del mundo en el que él vivía. Sin embargo, la sátira social llega de ángulo imprevisto ya que Cervantes es capaz de establecer una relación entre el loco y el mundo, muy similar a la que establece la literatura y la vida (García 329).